# Amygdalus mongolica
Amygdalus mongolica là loài thực vật có hoa trong họ Hoa hồng. Loài này được (Maxim.) Ricker mô tả khoa học đầu tiên năm 1917.